# Scoturopsis seitzi
Scoturopsis seitzi är en fjärilsart som beskrevs av Erich Martin Hering 1925. Scoturopsis seitzi ingår i släktet Scoturopsis och familjen tandspinnare. Inga underarter finns listade.